# Žvab
Žvab este o localitate din comuna Ormož, Slovenia, cu o populație de 92 de locuitori.